# NGC 1218

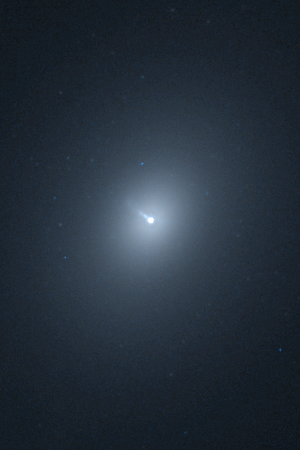
On voit distinctement le jet de NGC 1208 sur cette image captée par le télescope spatial Hubble.

NGC 1218 est une vaste galaxie lenticulaire située dans la constellation de la Baleine. Elle a été découverte par l'astronome américain Lewis Swift en 1886.

## Caractéristiques
Sa vitesse par rapport au fond diffus cosmologique est de 8 293 ± 20 km/s, ce qui correspond à une distance de Hubble de 122,3 ± 5,6 Mpc (∼399 millions d'al).
NGC 1218 est une galaxie active de type Seyfert 1 qui présente un jet émettant des ondes radio. C'est aussi est un objet BL Lacertae, c'est-à-dire une galaxie active qui présente une très forte amplitude de variation dans l'émission de leur rayonnement et une polarisation importante de ce rayonnement. Elle présente également des raies étroites dans son spectre d'émission (LEG : Low Excitation narrow line galaxy).